# Ribnik, potok (Sava)
Ribnik je manjši potok pri Dobovcu, ki se južno od Zagorja ob Savi kot desni pritok izliva v reko Savo. 
- Soteska Ribnika je naravni rezervat.